# Agnolo di Polo
Agnolo di Polo (ur. w 1470, zm. w 1528) – włoski malarz i rzeźbiarz renesansowy, uczeń Andrei del Verrocchia.
Agnolo di Polo urodził się we Florencji. W młodych latach nauki malarstwa pobierał u renesansowego malarza i rzeźbiarza Andrei del Verrocchia, u którego kształcili się również Lorenzo di Credi, Pietro Perugino i Leonardo da Vinci.
Agnolo di Polo zmarł w Arezzo w 1528 roku.

## Twórczość
Do najbardziej znanych prac Agnolo di Polo należą rzeźby św. Jana Ewangelisty, rzeźba Salvadore oraz Madonna z dzieciątkiem.